# Obli elektro-navoj
Obli elektro-navoj ili Edisonov navoj se koristi za grla električnih žarulja i električne osigurače.  Obli elektro-navoj označava se slovima E, te nominalnim promjerom navoja d u mm, E 27 (u Europi).
| Oznaka | Napon (V) | Veliki promjer | Naziv                                          | International Electrotechnical Commission (IEC)] |
| ------ | --------- | -------------- | ---------------------------------------------- | ------------------------------------------------ |
| E5     | ≤18       | 5 mm           | Lilliput Edisonov navoj (LES)                  | IEC 60061-1 (7004-25)                            |
| E10    | ≤30       | 10 mm          | Minijaturni Edisonov navoj (MES)               | IEC 60061-1 (7004-22)                            |
| E11    | 240/120   | 11 mm          | Mini kandelabra Edisonov navoj (mini-can)      | IEC 60061-1 (7004-6-1)                           |
| E12    | 120       | 12 mm          | Kandelabra Edisonov navoj (CES)                | IEC 60061-1 (7004-28)                            |
| E14    | 240       | 14 mm          | Mali Edisonov navoj (SES)                      | IEC 60061-1 (7004-23)                            |
| E17    | 120       | 17 mm          | Srednji Edison navoj (IES)                     | IEC 60061-1 (7004-26)                            |
| E26    | 120       | 26 mm          | Srednji (jedan-inč) Edisonov navoj (ES or MES) | IEC 60061-1 (7004-21A-2)                         |
| E27    | 240       | 27 mm          | Srednji Edisonov navoj (ES)                    | IEC 60061-1 (7004-21)                            |
| E29    | 240       | 29 mm          | Veći Edisonov navoj (ES)                       |                                                  |
| E39    | 120       | 39 mm          | Veliki Edisonov navoj (GES)                    |                                                  |
| E40    | 240       | 40 mm          | Veliki Edisonov navoj (GES)                    | IEC 60061-1 (7004-24)                            |